# パピヨン (お笑い)
パピヨンは、吉本興業東京本社に所属する日本のお笑いコンビ。かつてはバビロン名義でトリオで活動していた。

## メンバー
ノリ（1985年6月23日 - ）（40歳）
ボケ・ネタ作成担当、立ち位置は向かって左。
- 神奈川県出身。
- 高校、大学時代はアメリカンフットボール部に所属。
- 駒場学園高等学校・明治大学政治経済学部卒業。
- 身長170cm、体重74kg、血液型AB型。
- 本名：金波 憲幸（かねなみ のりゆき）
- 向井慧（パンサー）とは明治大学の同級生。
- 趣味は筋トレ、ボディビルの大会に出場すること。特技は腕相撲、ベンチプレス、アメリカンフットボール。

千葉 恵（ちば めぐみ、1982年5月7日 - ）（43歳）
ツッコミ担当、立ち位置は向かって右。
- 宮城県気仙沼市出身。身長180cm、体重105kg。血液型AB型。
- 旧芸名：千葉 ストロガノフ（ちば すとろがのふ）
- 趣味はテニス、料理、パチンコ、スロット、演劇鑑賞。
- 元劇団員。ENBUゼミナールの黒川麻衣クラスに所属していた。

### 元メンバー
おーちゃん（1987年7月7日 - ）（38歳）
ボケ担当、立ち位置は向かって左端。
- 北海道出身。
- 身長165cm、体重83kg、血液型O型。
- 2019年8月23日に、結婚と第一子の誕生を自身のTwitterで報告した。
- 2025年2月2日に脱退。

## 概要
NSC東京校16期出身同士で、2010年結成。結成時はグループ名はバビロン。元々はノリと千葉によるコンビで、後からおーちゃんが加入した。ネタ作成は、おーちゃんと千葉にやりたい設定を相談した上でノリが請け負っていた。
2019年6月、ヨシモト∞ホールのファーストメンバーに昇格（2021年4月にシステム変更後はムゲンダイユース）。M-1グランプリ2020では準々決勝に進出。
2025年2月2日におーちゃんが脱退し、コンビとして活動することを発表した。同年4月14日にコンビ名をパピヨンに変更し、千葉も芸名を千葉ストロガノフから千葉恵に変更した。

## 芸風
主に漫才で、ショートコントも行う。体を張る芸風が特徴で、毎回必ず衣装のTシャツを破るくだりがある。トリオ時代は「第2のダチョウ倶楽部」と評される。

## 出演
- 新しい波24（フジテレビ）
- AI-TV（フジテレビ）
- ※注 芸人調べ（テレビ朝日）
- ウチのガヤがすみません!（日本テレビ）
- 深夜に発見！新Shock感～一度おためしください～（テレビ東京）
- 有田P おもてなす（NHK総合）
- 有吉の壁若手予選会（日本テレビ）第1〜2回まで出場するも通過できず。
- ネタパレ（フジテレビ）
- 水曜日のダウンタウン（TBSテレビ、2022年1月26日）
- テレビ千鳥（テレビ朝日、2022年3月20日）
- パンドラの果実〜科学犯罪捜査ファイル〜 Season1 第4話（2022年5月14日、日本テレビ）- まひまひのファン 役

## 過去の出演・ライブ
- 2014年8月15日「暴」(ヨシモト∞ホール)
- 2014年10月25日「ネルソンズVSバビロン」(ヨシモト∞ホール)
- 2015年5月16日「ネルソンズVSバビロン」(ヨシモト∞ホール)
- 2015年8月1日「勢」(ヨシモト∞ホール)
- 2015年12月30日「ネルソンズVSバビロン」(ヨシモト∞ホール)
- 2016年5月15日「ネルソンズVSバビロン」(ヨシモト∞ホール)
- 2016年9月4日「昇」(ヨシモト∞ホール)
- 2016年12月27日「ネルソンズVSバビロン」(ヨシモト∞ホール)